# ビニャーレス渓谷
ビニャーレス渓谷（スペイン語: Valle de Viñales ）は、キューバにあるカルスト地形の窪地である。渓谷の面積は、132 km2 で、ピナール・デル・リオ州ビニャーレス市の真北にあたるオルガノス山脈（Sierra de los Organos）に位置している。
渓谷の麓では、伝統的な農法によってタバコなどが栽培されており、その耕地が独特の景観を提示している。
渓谷周辺の斜面にはいくつもの洞穴がある。また、谷底から島のように点在する断崖はモゴーテ（mogote）と呼ばれている。ビニャーレスはハイキングやロッククライミングで人気のある一大観光地となっている。

## 動植物
この渓谷には植物も動物も多くの固有種が見られる。植物相についていえば、それはガウシア・プリンケプス（Gaussia princeps、ヤシ科）、Ekmanianthe actinophylla（ノウゼンカズラ科）、コルクヤシ（Microcycas calocoma、ザミア科）などであり、他方で動物相についていえば、マメハチドリ（Mellisuga helenae、ハチドリの一種）、キューバキヌバネドリ（Priotelus temnurus、キヌバネドリ目）、キューバコビトドリ（Todus multicolor、コビトドリ科）、キューバヒトリツグミ（Myadestes elisabeth）、クビワスズメ（Tiaras canora）などである。

## 世界遺産
1999年にビニャーレス渓谷はユネスコの世界遺産（文化遺産）に登録された。自然美と土着の建築や伝統が見事に融合した文化的景観として評価されたことがその理由である。

### 登録基準
この世界遺産は世界遺産登録基準のうち、以下の条件を満たし、登録された（以下の基準は世界遺産センター公表の登録基準からの翻訳、引用である）。
- (4) 人類の歴史上重要な時代を例証する建築様式、建築物群、技術の集積または景観の優れた例。

## ギャラリー

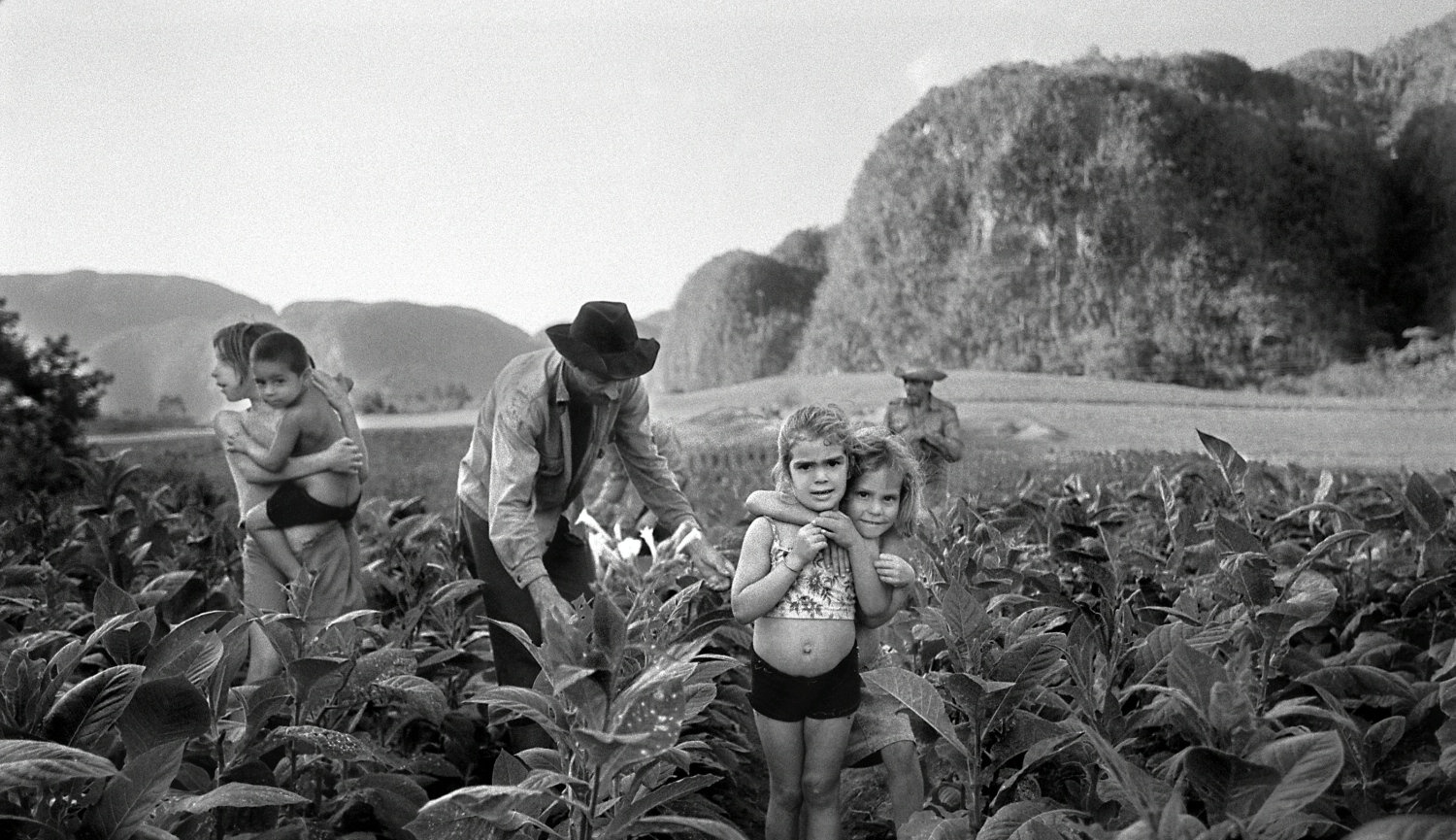
マヌエル・リベラ＝オルティス: タバコの収穫、ビニャーレス渓谷、キューバ (2002)
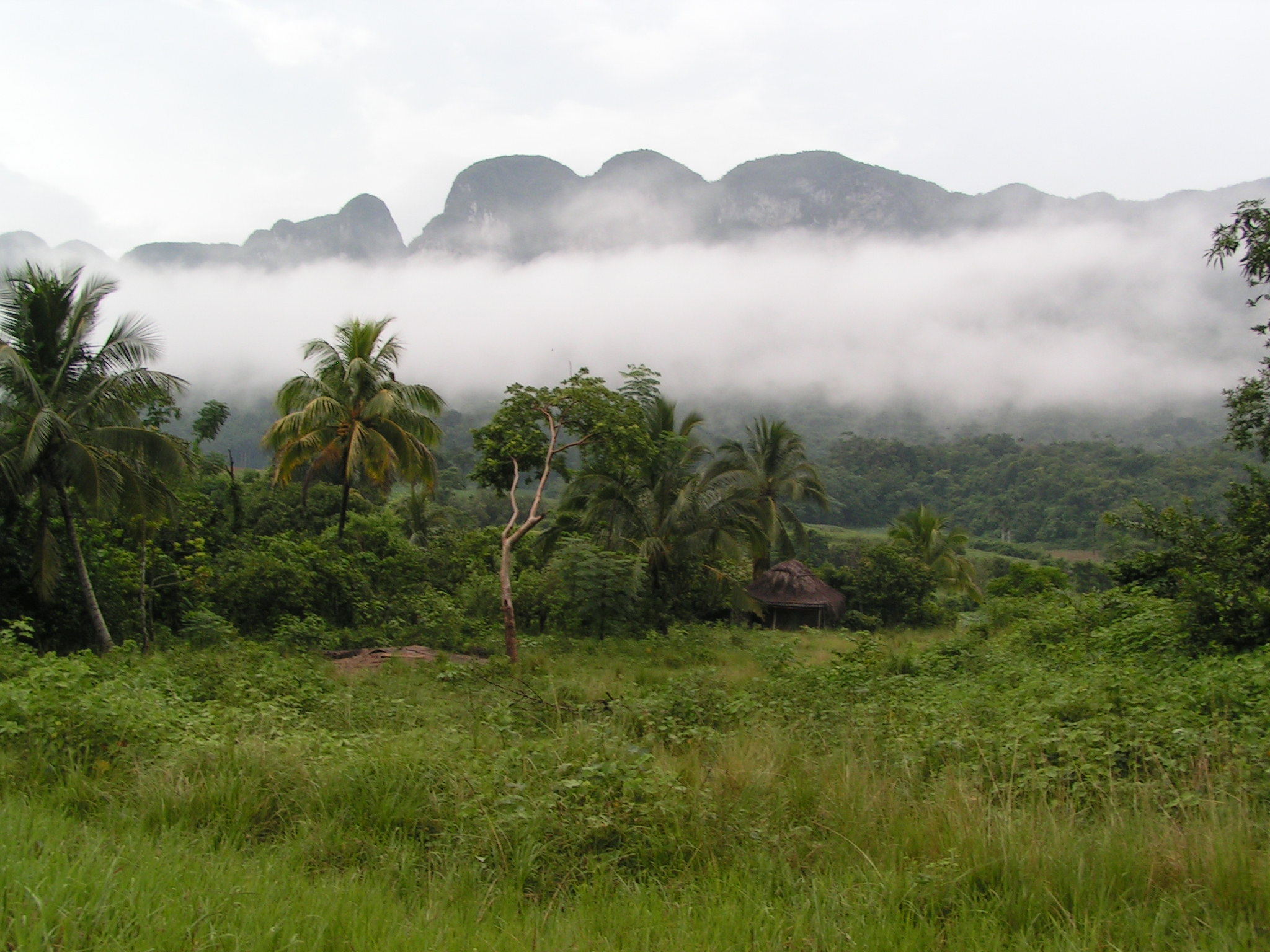
ビニャーレス渓谷
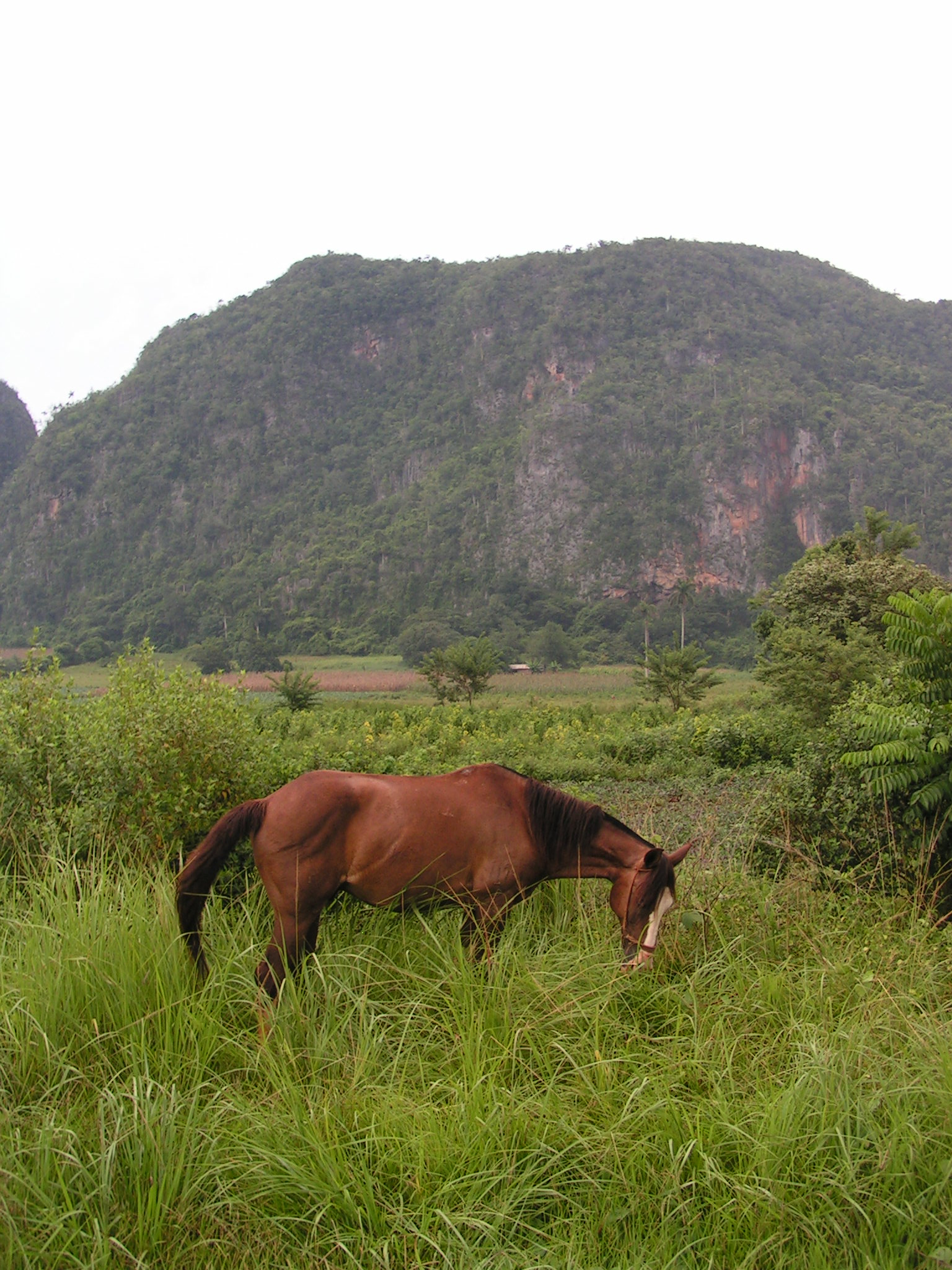
ビニャーレス渓谷